# 克羅普西維爾 (紐約州)
克羅普西維爾（英語：Cropseyville）是位於美國紐約州倫塞勒縣的非建制地區。

## 歷史
克羅普西維爾的郵局自1854年營運至今。

## 地理
克羅普西維爾所處的海拔為高於海平面280米（即919英呎），而該地所採用的時區為UTC-5，即北美东部时区（EST）。同時該地設有夏令時間，為UTC-5調快一小時，即UTC-4（EDT）。